# Кёроглы (эпос)

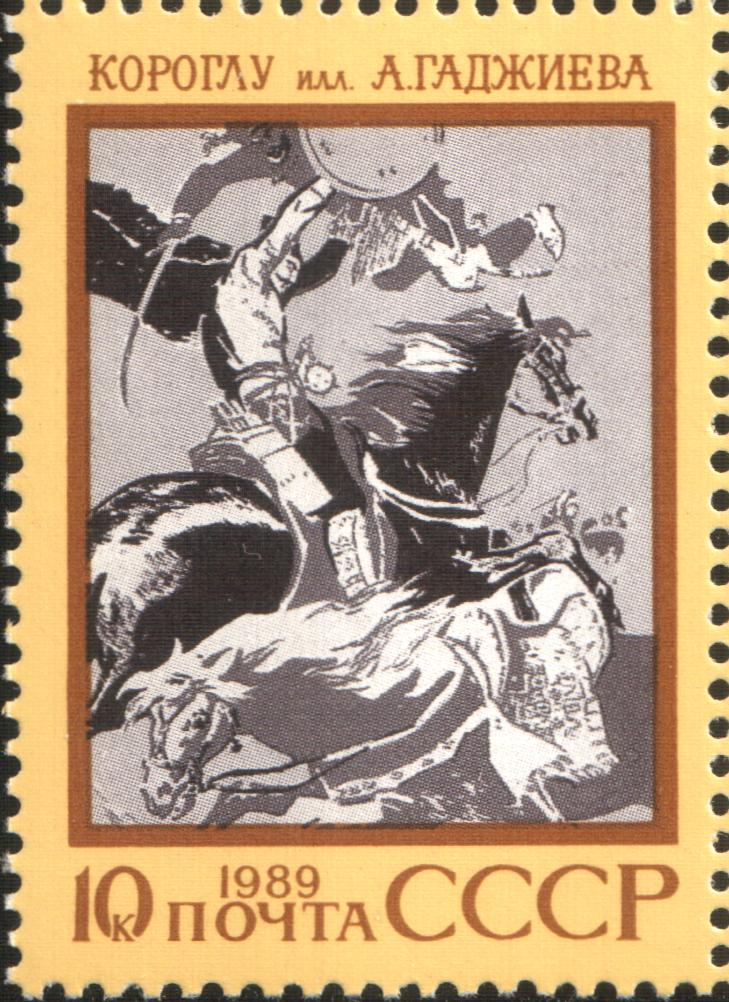
Короглу. Иллюстрация А. Гаджиева

Кёр-оглы (также: Кер-оглы, Кеор-оглы, Гёр-оглы, Кёр-оглу и другие; азерб. Koroğlu dastanı, туркм. Görogly) — фольклорно-эпический памятник  тюркских (огузских) народов, сложившийся к XVII веку, и получивший распространение на Ближнем Востоке, Кавказе и в Средней Азии, версии о котором условно можно разделить на две или три группы:
- Западную (армянская[4], грузинская, курдская, азербайджанская, турецкая версии, восходящие к азербайджанскому эпосу «Кёр-оглы»[5][6][привести цитату? 947 дней]).
- Восточную (туркменский «Гёроглы», узбекский и казахский «Гор-оглы»)[5].
- Таджикский эпос «Гур-угли» (или «Гур-гули»), относимый рядом исследователей к Восточной (Туркестанской) группе версий, содержит, однако же, воспоминания о борьбе с сектой кызылбашей на Кавказе.

Общепризнанно, что все самые ранние версии эпоса происходят из Южного Кавказа, особенно из Азербайджана, и что оттуда дастан путешествовал в основном на восток.
В переводе с тюркского «Кор-оглу» означает «Сын слепого». Гор-оглы также может переводиться как «сын, рождённый из могилы». Его мать, согласно восточной версии, была похоронена беременной, но ребёнок родился и выжил, поэтому его назвали Гор-оглу. По мнению А. Гафурова имя Кёроглы является поздней формой имени Гур-оглу (Могучий/Великий сын).

## Исторический контекст
В большинстве версий Кёроглу является лидером восстания Джалалиев в начале XVII столетия, во время которого группа повстанцев в восточной Анатолии более 30 лет сражалась против османов и их местных представителей.
Знаменитый османский путешественник XVII века Эвлия Челеби был в Анатолии и на Кавказе около 1650 года. Он упоминает, что в Анатолии были хорошо известны истории о Кёроглу, разбойнике-менестреле из племени Джалали. По случаю казни лидеров восстания Джалали у озера Изник к османскому султану был доставлен менестрель. Этот человек напоминает Эвлие Челеби Кёроглы, «который был необыкновенным исполнителем на чогуре, и никто не мог сочинять стихи, как он».
Армянский историк середины XVII века Аракел Даврижеци приводит список лидеров движения Джалалиев, которые занимались грабежом в сельских местностях в Анатолии и Армении в эпоху шаха Аббаса I. Среди них сообщается о поэте Кор-огли, который сочинил много песен, которые теперь поют менестрели. О восстании Джалалиев писал сефевидский историк Искандер Мунши, описавший их как ветвь племени такалу, восставшую против тирании и несправедливости местных правителей в Анатолии.
Тем не менее, в грузинской версии эпоса Кёроглу и его люди сражаются против шаха Аббаса I. Пертев Н. Боратав утверждает, что на основе архивных документов все версии могут считаться рассказами о том же Кёроглу. Менестрель, который между 1584 и 1585 годами сопровождал Османа-пашу Оздемироглу в его кампании против Сефевидов, также участвовал между 1587 и 1591 годами и снова в 1602 году в восстаниях Джалалиев. Боратав предполагает, что османы помиловали мятежника Джалалиев, хотя позже он вернулся к своему прежнему образу жизни.
Однако азербайджанский ученый Вагиф Валиев утверждал, что джалалинский главарь разбойников не был идентичен поэту, жившему в Азербайджане. Турецкий историк Фуат Кёпрюлю упоминает поэта народных сказок XVI века по имени Кёроглу и считает поэтом Эйвеза, одного из сподвижников знаменитого Кёроглу. Турецкий ученый Эргун Садеттин Нюжет считал Кёроглу диванным поэтом, процветавшим во времена османского султана Мурада IV и умершим в 1654.
В ряде других исторических источников также упоминаются люди по имени Кёроглу, но их не помнят как поэтов и менестрелей. В годы правления шаха Аббаса I в горах Кермана жил мятежный туркменский главарь Хосров Султан Гуроглу. Огуз Хосров Султан Гуроглу известен как один из убийц Шахколи бека Остаджлу, сефевидского полководца Хорасана во время правления шаха Аббаса I. Даже в эпоху османского султана Абдул-Хамида II, Кёроглу был именем известного главаря разбойников.

## Сюжет
Гасан-хан (Həsən xan) ослепляет своего конюха Алы-киши (Alı kişi) за то, что тот предложил его гостю Хасан-паше невзрачных коней. Этих коней звали Гырат (Qırat) и Дурат (Dürat) и они были помесью кобылиц Гасан-хана с волшебными морскими конями (dərya atı). Сына Алы-киши Ровшана (Rövşən) из-за слепоты отца стали называть Кёроглы (кёр — слепой, оглы, — сын, — буквально: сын слепого). Алы-киши и Кёроглы решают отомстить Гасан-хану, для чего они изготовляют «египетский меч» (Misri qilinc) и обезглавливают им своего обидчика. После этого они бегут в горы и обосновываются в местечке «Ченлибель» (Çənlibel) рядом с источником Гоша-булаг (Qoşabulağ). Здесь Кероглу хоронит своего отца и, после поединка, присоединяется к шайке разбойника Дели-Гасана (Dəli Həsən). Одним из приключений Кероглы становится встреча с султанской дочерью Нигяр (Nigar) из Стамбула, которая становится его женой. Другими известными приключениями героя становятся знакомство с кузнецом Демирчиоглу, вызволение друзей из багдадской тюрьмы, похищение коня Гырата плешивым Хамзой.

## Версии эпоса

### Западные версии

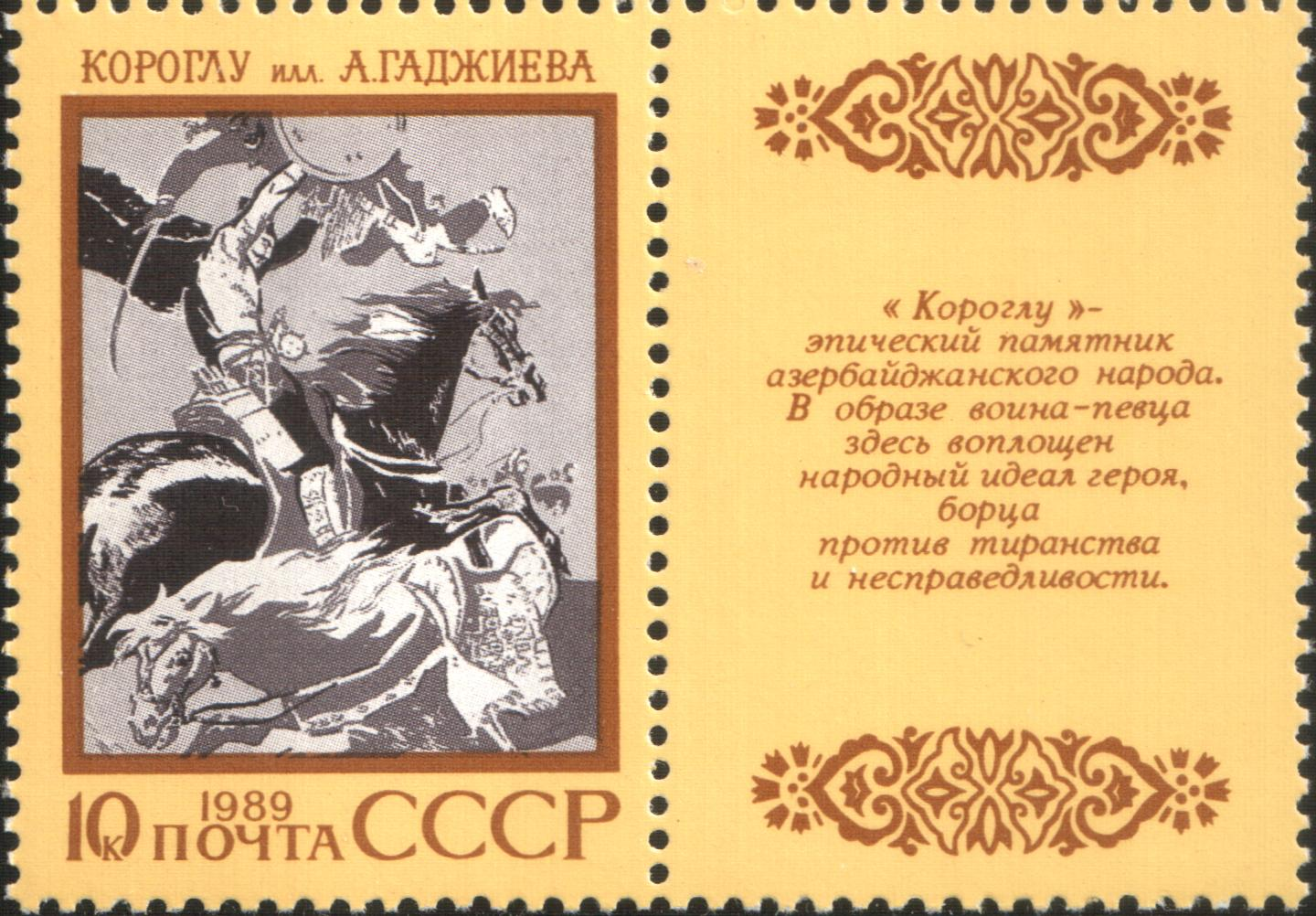
Короглу на почтовой марке СССР 1989 года

Западные версии содержат много биографических и бытовых деталей, которые свидетельствуют о том, что эпические легенды ещё не стали героическим эпосом. Во многих западных версиях Кёр-оглы выглядит «благородным разбойником». Во всех западных версиях герой — народный мститель и поэт-импровизатор, целью жизни которого является месть тирану, ослепившему его отца (отсюда имя героя — сын слепого). Западные версии состоят из отдельных прозаических рассказов о подвигах Кёроглы в сочетании со стихотворными вставками — эпическими и лирическими песнями. Авторство этих песен приписывается самому герою.

#### Азербайджанская
По предположению К. Райхла эпос, вероятно, зародился в конце XVI века в Азербайджане. С. Беренгян пишет,, что азербайджанский народный эпос «Кёроглу» появился в эпоху Сефевидов. Согласно Иосифу Брагинскому эпос зародился среди азербайджанцев и действующий персонаж был реальным историческим лицом из Азербайджана. По одной версии прототипом главного персонажа дастана был участником антиосманского восстания джелалиев, который затем направился в Сефевидскую империю и поступил на службу к Аббасу Великому. Учёные в лице туркмен Каррыева и Горогли, грузина Челаидзе, армянина Самуелян, азербайджанцев Фархада Фархадова, Рустама Рустамзаде, Тахмасиба и Раис Ния, русских Брагинского и Жирмунского, чеха Джини Чепек и турка Боратава, а также также большинство других турецких учёных считают, что азербайджанская версия является самой старой она повлияла на все остальные версии дастана. Кунош Игнац отмечает, что эпос Кёроглы пришёл в Турцию из Азербайджана. Александр Ходзько предполагает, что Кёроглы родился в Азербайджане во времена шах Аббаса II (1617-1648). В наиболее старой записи азербайджанской версии дастана присутствует значительный антиосманский дух и главным врагом является османский султан Мурад.

#### Армянская
Армянская версия эпоса менее точна в исторических и географических деталях, но особенно богата в содержании. В этой версии присутствуют интересные фольклорные элементы.

#### Турецкая
В османской версии страна Кёроглы носит название «лес Саганлу», а столица — «Кероглы-каласи». В Анатолии и на Балканах турецкая версия имеет форму небольшой повести. Её герой — беглец, борющийся с местным феодалом Болубеем, мстит за личную обиду.

### Восточные версии

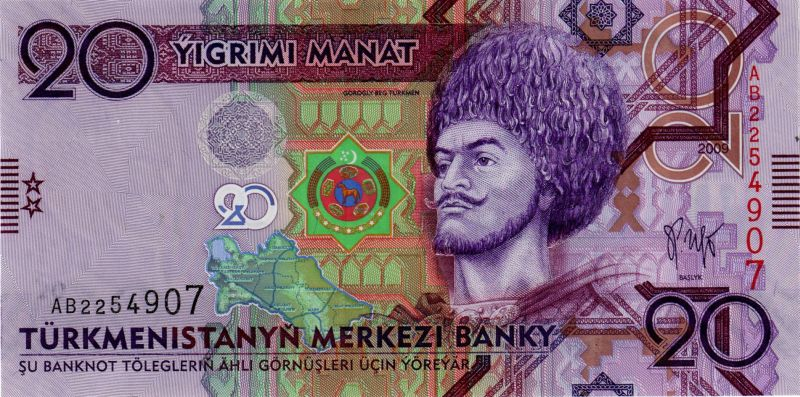
Изображение Гёроглы на туркменской купюре достоинством 20 манат образца 2009 г.

##### Туркменский эпос Гёр-оглы
Туркменский героический эпос Гёроглы основан на традиции устных рассказов о подвигах героя Гёроглы с его 40 всадниками. Первое издание эпоса на туркменском языке подготовлено известным туркменским писателем и фольклористом Ата Говшудовым.
Первую «главу» эпоса составляет сюжет чудесного рождения и богатырского воспитания Гёроглы (он растет у деда Джигалыбека и тетки Гюлендам), выращивания крылатого коня Гырата, построения крепости Чандыбиль и собирания дружины. Далее следуют истории о женитьбе Гёроглы на сказочной девушке — пери Агаюнус (герой влюбляется в девушку во сне, отправляется на ее поиски, преодолевает препятствия, увозит ее в Чандыбиль), о мщении Арабу-Рейхану за похищение Гюлендам, об усыновлении Овеза, о спасении его из плена и о его женитьбе. Героический характер имеют «главы» о борьбе Гёроглы с Арабом-Рейханом, о проникновении героя в стан врага, о нападении войск султана на страну Гёроглы и увозе Овеза, об усыновлении Гёроглы Хасана, сына кузнеца. Завершает цикл история о смерти Гёроглы, удалившегося в старости в пещеру.
Эпос Гёроглы является национальным достоянием Туркменистана. Гёроглы изображен на туркменских манатах, а также в честь Гёроглы воздвинуты многие памятники в столице Туркменистана.
Другие восточные версии
В киргизском эпосе сюжеты о Кёроглы и Горгули присутствуют в эпических циклах о богатырях Манасе и Алпамыше. Казахский музыкант-кюйши Даулет-Керей создал кюй на домбре — «Кероглы». Узбекская и казахская версии в значительной части, а таджикская версия целиком написаны стихами. От узбеков эпос также перешёл к таджикам.

## В культуре и искусстве

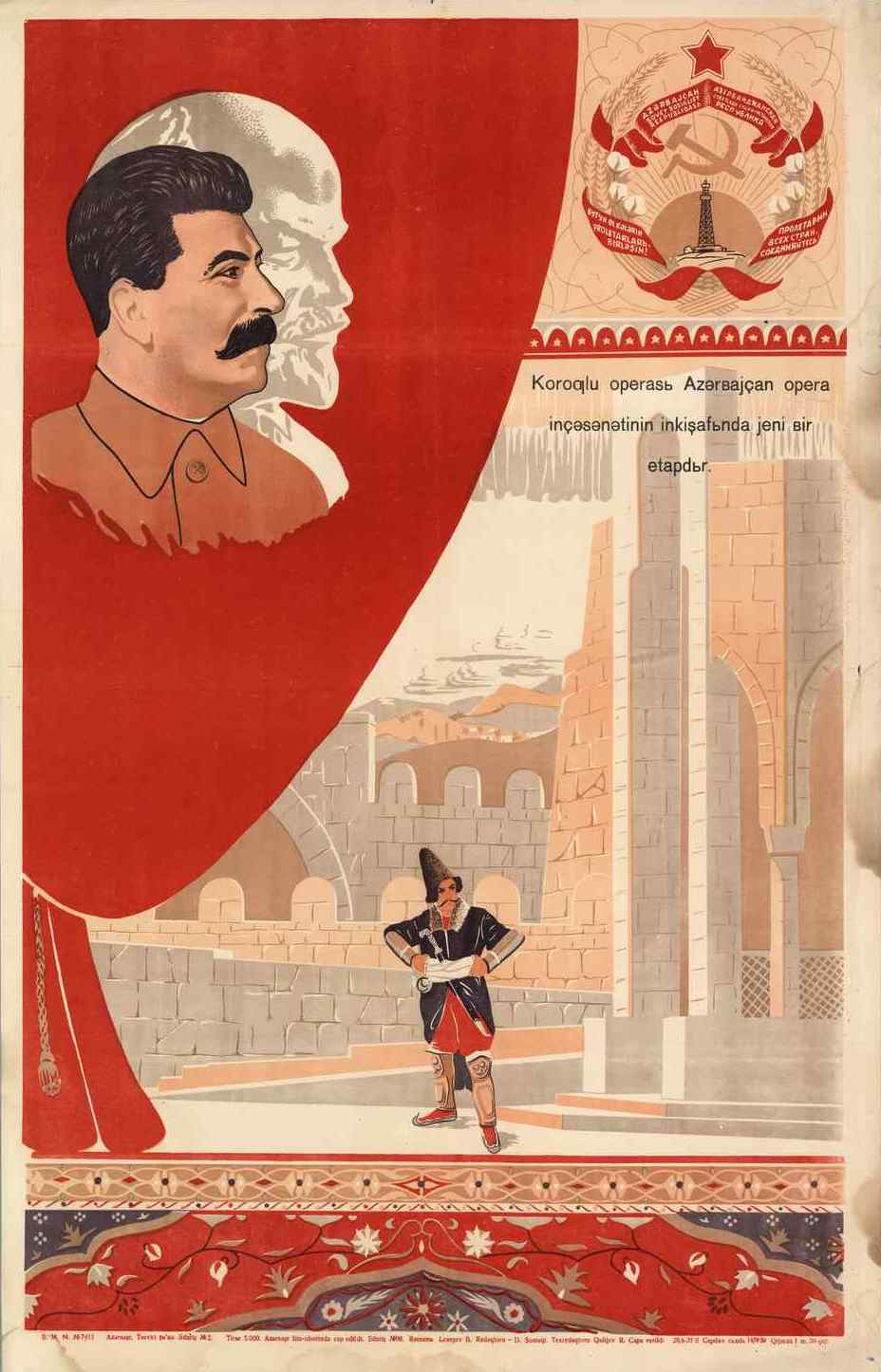
Плакат оперы 1939 года

Американский поэт Генри Уодсворт Лонгфелло (1807-1882) посвятил Кёроглы стихотворение «Прыжок Рушана Бека» в своей поэме , которая впервые появилась в 1878 году. По мотивам азербайджанской версии эпоса в 1936 году азербайджанский композитор Узеир Гаджибеков написал оперу Кёроглы. Азербайджанский писатель Мамед Сеид Ордубади написал своё либретто на основе эпоса Кёроглы.
В 1960 году режиссёром Гусейном Сеидзаде был снят фильм «Кёроглы» на русском языке. Также в 1968 году был снят фильм Кёроглы на турецком языке режиссёром Атыфом Йылмазом.
В 2005 году памятник Кёроглы был установлен в городе Хачмаз. В 2012 году в Баку в одноимённом парке был установлен памятник Кёроглы, работы Токая Мамедова. Именем Кёроглы названа станция Бакинского метрополитена.

Памятник Кёроглы в Баку. (установлен в 2012 году; скульптор — Токай Мамедов)
Памятник Кёроглы в Хачмазе (установлен в 2005 году)
Памятник Гёроглы в Ашхабаде, Туркменистан